# Rosa Icela Rodríguez
Rosa Icela Rodríguez, née le 4 septembre 1959 à Xilitla (San Luis Potosí), est une journaliste et femme politique mexicaine, membre du Mouvement de régénération nationale (MORENA).

## Biographie
Rosa Rodríguez est diplômée de l'école de journalisme Carlos Septién García de Mexico. Elle travaille à Televisa Radio et pour les quotidiens El Universal, La Afición et La Jornada.
De 2000 à 2006, elle est directrice générale de la concertation politique et de l'attention sociale et citoyenne au secrétariat de la sécurité publique quand Andrés Manuel López Obrador est chef du gouvernement du District fédéral.
Le 1er octobre 2024, elle devient secrétaire à l'Intérieur dans le gouvernement de la présidente Claudia Sheinbaum.